# Koran

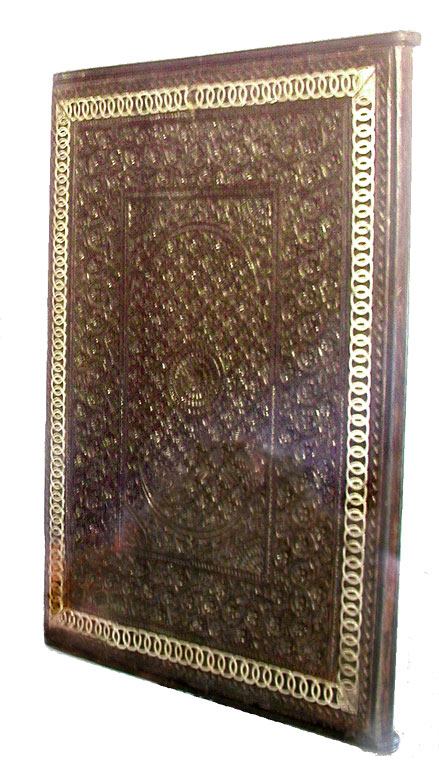
Okładka Koranu z 1866 roku – obiekt ze zbioru Muzeum w Darłowie

Koran (arab. ‏القُرْآن‎, Al-Qur’ān) – święta księga islamu. Według tradycji muzułmańskiej powstawał w latach 610–632, objawiany fragmentami prorokowi islamu, Mahometowi (zm. 632) przez Archanioła Dżibrila (identyfikowanego w islamie z biblijnym archaniołem Gabrielem). Słowo „Koran” pochodzi od arabskiego słowa al-kur’ān, które oznacza „recytację”, ponieważ pierwotnie Koran przekazywano ustnie. Według islamu i samego Koranu jego twórcą jest Allah.
Koran składa się ze 114 sur (rozdziałów), które z kolei dzielą się na aje (wersety). Rozróżnia się 90 sur mekkańskich i 24 sury medyńskie, ze względu na miejsce ich objawienia. Sury są w Koranie ułożone przeważnie według długości, od najdłuższej do najkrótszej.
Za „kanoniczną” uznano za panowania kalifa Usmana (644–656) redakcję Koranu autorstwa Zajda ibn Sabita, osobistego sekretarza Mahometa. Koran został spisany w klasycznym języku arabskim, przez niektórych utożsamianym z dialektem Kurajszytów, w formie prozy rytmicznej i rytmizowanej (arab. sadż). Zdaniem muzułmanów literacka forma Koranu ma być niemożliwa do naśladowania, co wiąże się z dogmatem religijnym o „cudowności Koranu” (idżaz al-kuran).
Recytacja Koranu jest w świecie islamu uznawana zarówno za praktykę religijną, jak i za jedną ze sztuk pięknych. Istnieje wiele odmian recytacji Koranu, uważanych za „kanoniczne” i różniących się głównie w zakresie fonetyki.
Ponieważ tekst Koranu jest pełen zwrotów archaicznych, niejasnych dla przeciętnego odbiorcy czy poetyckich, powstała nauka o egzegezie tekstu koranicznego (arab. tafsir). Poszczególne interpretacje Koranu zależą, m.in. od przynależności ich autorów do poszczególnych odłamów islamu, oraz ugrupowań politycznych. Za jeden z najbardziej autorytatywnych uchodzi sunnicki komentarz At-Tabariego z X w. Koran wpływał na rozwój kultury wielu narodów azjatyckich i afrykańskich.
W wielu państwach o tradycji muzułmańskiej Koran uważany jest za jedno ze źródeł prawa, przede wszystkim w zakresie prawa cywilnego. Koran inspiruje od wieków muzułmańskich myślicieli i autorów. Wśród proroków wymienia postacie z Biblii Starego i Nowego Testamentu, wśród nich Jezusa, oraz przytacza wydarzenia opisane w Biblii. Formułuje przepisy nie tylko dotyczące praktyk religijnych, ale i stricte natury prawnej, oraz nawet powszednich przejawów życia, jak higiena, savoir-vivre.
Według tradycji islamu po raz pierwszy Koran został przetłumaczony na język obcy, mianowicie perski, przez Salmana al-Farsiego. Pierwszego przekładu Koranu na język europejski, mianowicie na łacinę, dokonał Robert z Ketton w 1134. Najbardziej znanymi autorami polskich przekładów Koranu są Jan Murza Tarak Buczacki, Tatar polski (wyd. 1858), oraz Józef Bielawski (wyd. 1986).

## Nazwa
Pierwsze potwierdzone użycie słowa kuran dotyczy samego Koranu, gdzie pojawia się ono około 70 razy w różnych znaczeniach. Arabska nazwa „qur’ān” zawiera w sobie trzyliterowy rdzeń „q-r-’” (ISO), który posiada sens kolekcjonowania, składania w całość, zaś wtórnie recytacji i czytania. Kuran, dosłownie „recytacja” lub „czytanie”, jest tak nazywany ponieważ podczas recytowania czy czytania go łączymy – lub składamy ze sobą – litery i słowa, recytując lub czytając go w określonym porządku. Kuran zatem jest masdarem, czyli rzeczownikiem odczasownikowym. Jednakże we współczesnym arabskim masdarem oznaczającym czytanie (wtórne znaczenie recytacji) nie jest kuran, ale kira'a. Jest to także termin używany na oznaczenie szkół recytacji koranicznej, w liczbie mnogiej kira'at - „szkoły recytacji”. Można więc przypuszczać, że masdar kuran stracił swoje pierwotne znaczenie pospolite odsłowne i zaczął oznaczać wyłącznie świętą księgę islamu. To dlatego arabscy gramatycy uważają słowo kuran za specjalne słowo przeznaczone na określenie świętej księgi. Równolegle powstał nowy masdar (lub już istniał, arabskie czasowniki mają bowiem często po kilka form odsłownych) kira'a o odrębnym znaczeniu. Polska forma Koran powstała najprawdopodobniej za pośrednictwem francuskim.
Takie ujmowanie pochodzenia nazwy kuran, zgodnie z którym jest ona rzeczownikiem odczasownikowym od słowa kara'a „recytować, czytać”, jest powszechne wśród muzułmanów. Jest ono także potwierdzone przez sam Koran, w miejscach gdzie traktuje się go jako akt recytacji, np. gdy Bóg mówi: „Zaprawdę, do Nas należy zebranie go i recytowanie [kuran]. Przeto kiedy My go recytujemy to ty postępuj za recytacją [kuran] jego!” (LXXV, 17 - 18). Część uczonych zachodnich wiąże jednak słowo kuran z wcześniejszym syryjskim qeryānā (ISO), którą to hipotezę jako pierwszy przedstawił XIX-wieczny niemiecki orientalista Friedrich Schwally. W syryjskim rdzeń „q-r-’” oznacza „wołać, przywoływać” i wtórnie „recytować” lub „głośno czytać”, w szczególności święte pisma. Qeryānā w kontekście liturgicznym oznacza po prostu „czytanie” (odpowiada tym samym łacińskiemu lectio) i takie użycie tego słowa jest potwierdzone dla VI i VII wieku. Możliwe zatem że nazwa qur’ān powstała pod wpływem syryjskiego qeryānā, ale, jak zauważa William Graham „trzeba naciskać na to, że użycie formy qur’ān (całkowicie poprawnej i wcale nierzadkiej formy masdaru) wskazuje na to, że mamy tutaj do czynienia z możliwym syryjsko-chrześcijańskim wpływem na całe bogactwo znaczenia arabskiego, z całą zaś pewnością nie bezpośrednim zapożyczeniem (które prawdopodobnie dałoby masdar taki jak qiryān)”. Nazwie Koran zazwyczaj towarzyszy przymiotnik karim - „szlachetny”; w krajach muzułmańskich powszechnie mówi się i pisze Al-Kuran al-Karim („Szlachetny Koran”).
Koran to nie jedyna nazwa świętej księgi islamu. Jak pisze Janusz Danecki: „Powszechnie używa się znacznie więcej nazw zarówno o charakterze rzeczowym (odnoszącym się do pewnych form świętej księgi) jak i metaforycznych, wyrażających muzułmański szacunek dla niej”. Koran określa się jako Al-Kitab, czyli po prostu „Księga”. Takie określenie często pojawia się w samym Koranie, np. „W tej księdze nie ma niczego, co wątpliwe” (II, 2) albo „Oto Księga; posłaliśmy ją tobie, abyś wyprowadził ludzi z ciemności ku światłu” (XIV, 1). Inna nazwa Koranu to Al-Furkan, wywodząca się od aramejskiego purkana oznaczającego „wybawienie”, „ratunek”. O ile aramejski rdzeń prk związany jest z pojęciem ratowania, o tyle arabski rdzeń frg związany jest z pojęciem podziału. W tradycji arabskiej, postępując za etymologią ludową, uznano, że termin ten oznacza rozróżnienie bądź oddzielenie – w przypadku Koranu oczywiście rozróżnienie prawdy od fałszu, przynosi on bowiem prawdziwe objawienie, oddzielając je od nieprawdziwego objawienia. Także ta nazwa Koranu występuje w nim samym (II, 185; III, 4; XXV, 1). Tej nazwy używa się w Koranie także w stosunku do Tory (II, 53; XXI, 48). W stosunku do Koranu używa się także terminu zikr – „napomnienie”, zwykle w formie zikr hakim – „mądre napomnienie”. W Koranie ten termin odniesiony jest do samej księgi np. w XLIII, 44: „To jest przypomnienie [zikr] dla ciebie i dla twojego ludu”. W tradycji muzułmańskiej powszechnie używa się jeszcze wielu innych słów na określenie Koranu, takich jak kawl (słowo) czy kalam (mowa) (IX, 6; XLVIII, 15) (w obu wypadkach jest to słowo/mowa Boga: kawl/kalam Allah). W Koranie można jeszcze znaleźć takie jego nazwy jak m.in. tanzil (objawienie) (XXVI, 192), huda (przewodzenie) (XXVII, 77), nur (światło) (IV, 174), hikma (mądrość) (XVII, 39) i inne.
We wczesnej tradycji muzułmańskiej dominuje przekonanie, że nie cały Koran został zgromadzony i spisany, tzn. nie całe objawienie przekazane Mahometowi zostało zawarte w tekście Koranu, jaki znamy dzisiaj. Istotne jest tutaj rozróżnienie pomiędzy Koranem jako wszystkim, co zostało objawione Prorokowi, „Księgą Boga”, w którym to sensie Koran nie jest fizycznym przedmiotem, ale ideą, a odziedziczoną książką lub pisemną manifestacją Koranu, która nazywana jest mushaf. Nazwa mushaf jest rzeczownikiem pospolitym i wiąże się z określeniem safiha, oznaczającym zapisy poszczególnych fragmentów koranicznych. Terminem mushaf określano większy zbiór tekstu koranicznego zebrany w całość. Zgodnie z tradycją po śmierci Mahometa wielu towarzyszy posiadało własne zbiory fragmentów Koranu, stąd mówiło się np. o mushaf Ubajj Ibn Kab czy mushaf Ibn Masud. Z gramatycznego punktu widzenia wyraz mushaf jest imiesłowem biernym IV tematu czasownika ashafa – „składać safihy w jeden tom”.

## Historia

### PowstanieKoranuw tradycji muzułmańskiej
W tradycji islamu powstanie Koranu jest nieodłącznie związane z osobą Mahometa. Podczas gdy Biblia jest zbiorem ksiąg, którego różne części powstawały przez kolejne stulecia, Koran jest jedną księgą, która została przekazana przez jednego człowieka. Zgodnie z muzułmańską ortodoksją to Bóg przemawia w Koranie, Mahomet jest tym, który otrzymuje od niego objawienie, zaś anioł Dżibril (muzułmański odpowiednik biblijnego Gabriela) jest pośrednikiem pomiędzy jednym a drugim. Mahomet miał otrzymać swoje pierwsze objawienie w roku 610, kiedy rozmyślał w odosobnieniu w grocie góry Hira nieopodal Mekki. To wydarzenie, nazywane „Nocą Przeznaczenia” (Lajlat al-Kadr), w dramatyczny sposób opisuje autor pierwszej siry (biografii Mahometa), Ibn Ishak, w opowieści włożonej w usta Proroka:
Pewnej nocy, kiedy zasnąłem, przyszedł do mnie archanioł Gabriel z kawałkiem brokatu, na którym było coś napisane, i powiedział: „Ikra! Czytaj!” Ja mu odpowiedziałem: „Cóż mam czytać?” Wówczas on zaciskał wokół mnie ów brokat tak, iż myślałem, że to już śmierć. Następnie rozluźnił uścisk i powiedział: „Ikra! Czytaj!” Ta scena powtórzyła się dwa razy. A kiedy Muhammad powiedział, że nie potrafi czytać, archanioł Gabriel wyrecytował pięć pierwszych wersetów sury XCVI: Czytaj w imię twego Pana, który stworzył!/Stworzył człowieka z grudki krwi zakrzepłej!/Czytaj!/Twój Pan jest najszlachetniejszy!/On jest Tym, który nauczył człowieka przez pióro; nauczył człowieka tego, czego on nie wiedział”. Potem archanioł Gabriel zniknął. Obudziłem się ze snu i poczułem, jak gdyby coś wyciskało pieczęć na moim sercu. Wyszedłem. I gdy byłem już pośrodku góry, usłyszałem głos z nieba: „O Muhammadzie! Ty jesteś Posłańcem Boga, a ja jestem archanioł Gabriel”.
A zatem Mahomet został wezwany do prorokowania w imię Boga za pośrednictwem Dżibrila. Całkowicie bierna rola Mahometa w tym procesie w muzułmańskiej egzegezie została jeszcze podkreślona przez interpretację koranicznego epitetu Proroka, „ummi”, jako niepiśmienny. Nieumiejętność czytania i pisania przez Mahometa w teologii islamu została uznana za szczególny dowód niezwykłości (idżaz) jego proroctwa, które w tej sytuacji musiało pochodzić całkowicie od Boga. Sformułowanie As-Sujutiego (zm. 1505) można uznać za typowe dla muzułmańskiego ujęcia, uzgadniającego ze sobą materiał zawarty w Koranie, sunnie i sirze, w próbie stworzenia z nich spójnej całości. As-Sujuti twierdzi że Koran był objawiany w dwóch etapach. Najpierw zstąpił on z „chronionej tablicy” (lawz mahfuz) do najniższych niebios w „Noc Przeznaczenia”. Następnie był on przekazywany Mahometowi przez Dżibrila częściami, począwszy od roku 610, aż do momentu na krótko przed jego śmiercią w roku 632. To wyjaśnia i uzgadnia ze sobą takie fragmenty Koranu jak XVII, 106; XXV,32; LXXVI,23 i LXXXVII, 6–7 wraz z II, 185 oraz XCVII, 1–5.
Takie ujmowanie objawienia koranicznego jest związane z przekonaniem, że tekst Koranu jest tylko odpisem oryginału znajdującego się u Boga w niebie na wyżej wspomnianej „chronionej tablicy”. Koran nazywa ten archetyp objawienia umm al-kitab, co Bielawski w swoim przekładzie w zależności od kontekstu tłumaczy jako: istota Księgi (III, 7), Matka Księgi (XIII, 39; XLIII, 2 - 4) albo Księga ukryta (LVI, 77 - 80). Także poprzednie objawienia, takie jak Tora („At-Taurat”) czy Ewangelia („Al-Indżil”), mają swoje źródło w tej Księdze Matce. Koran pochodzący od Mahometa ma jednak szczególny status, co wynika z natury jego proroczej misji. W Koranie mówi się o „wysłannikach” („rasul”) (w tłumaczeniu Bielawskiego posłańcach) i „prorokach” („nabi”), przy czym różnica pomiędzy nimi nie jest jasno zarysowana. Nie ulega jednak wątpliwości, że wysłannicy mają wyższy status niż prorocy, o czym świadczy choćby fakt, że ilekroć tytuły te pojawiają się razem, tytuł wysłannika wymieniany jest jako pierwszy. Bycie wysłannikiem nie wyklucza bycia prorokiem i sam Mahomet był zarówno jednym, jak i drugim. Podstawową misją tych boskich posłańców, takich jak Adam, Abraham (Ibrahim) czy Jezus (Isa), jest głoszenie monoteizmu i ostrzeganie ludzi przed dalszym popadaniem w grzech. Misja Mahometa jest potwierdzeniem i wypełnieniem misji jego poprzedników. Dlatego przysługuje mu tytuł „Pieczęci Proroków” („chatam an-nabijjin”), co oznacza, że potwierdza on wszystkie poprzednie proroctwa i jednocześnie zamyka ich cykl. Misja Mahometa była konieczna, ponieważ wskutek niedoskonałości przekazu prorockiej tradycji, jak i świadomego jej fałszowania przez Żydów i chrześcijan, „We wcześniejszych księgach objawionych pojawiają się poważne zniekształcenia objawienia Boskiego. Natomiast Koran jako ostatnie objawienie zawiera w sobie ostateczną jego wersję i poprawę wszystkich błędów”.
Za życia Mahometa Koran miał zasadniczo pozostawać w formie ustnej, chociaż muzułmańska tradycja przyznaje że Prorok zatrudniał sekretarzy spisujących jego objawienia. Niemniej zgodnie z najszerzej akceptowaną narracją dotyczącą zebrania koranicznego tekstu za panowania pierwszego kalifa, Abu Bakra (632 - 634), zarówno sam Abu Bakr, jak i Zajd Ibn Sabit, któremu ostatecznie powierzono to zadanie, mieli wyrażać wątpliwości co do tego czy należy dokonywać pisemnej redakcji Koranu w sytuacji gdy sam Mahomet nie uznał tego za słuszne. Z inicjatywą spisania Koranu miał wystąpić przyszły kalif Umar (634 - 644), który po bitwie pod Jamamą w roku 633, w której zginęło wielu towarzyszy Proroka przechowujących w swojej pamięci fragmenty Koranu, miał zwrócić uwagę Abu Bakrowi iż istnieje zagrożenie utraty części objawienia. W tej sytuacji Abu Bakr nakazał Zajdowi Ibn Sabitowi, który wcześniej pełnił funkcję sekretarza Mahometa, przystąpienie do gromadzenia tekstu. Zajd zgromadził fragmenty znalezione na „kawałkach papirusu, gałązkach palmowych, kościach (łopatkach i żebrach) zwierząt, kawałkach skóry, drewnianych tabliczkach i w sercach ludzi”. To wówczas problemy związane z fragmentarycznością zachowanych przekazów doprowadziły do powstania wspomnianej powyżej teorii mushafu, czyli zachowanego tekstu Koranu, z założenia różnego od archetypicznej Księgi Matki znajdującej się u Boga. Spisany przez Zajda tekst Koranu po śmierci Abu Bakra miał zostać przekazany Umarowi, kiedy zaś ten zmarł przechowała go jego córka i wdowa po Mahomecie Hafsa.
Ostateczna redakcja Koranu miała się dokonać za kalifa Usmana (644 - 656). Bezpośrednią przyczyną usmańskiej kodyfikacji miała być niezgoda pomiędzy Irakijczykami i Syryjczykami co do sposobu odprawiania wspólnej modlitwy podczas wyprawy do Armenii i Azerbejdżanu. Po wyprawie dowodzący nimi Huzajfa Ibn al-Jaman miał zwrócić się do Usmana: „O Przywódco Wiernych! Powiedz tej wspólnocie co ma czynić zanim podzielimy się w naszych czytaniach tak jak Żydzi i chrześcijanie!”. W społeczności muzułmańskiej miało wówczas funkcjonować wiele mushafów zebranych przez szanowanych towarzyszy Proroka, takich jak Ubajj Ibn Kab, Ibn Masud, Abu Musa al-Aszari, Al-Mikdad al-Aswad, Ali Ibn Abi Talib i Abd Allah Ibn al-Abbas. Trzy pierwsze z nich uzyskały sławę autorytatywnych kodeksów, zaś ponieważ ich twórcy pochodzili z trzech miast (amsar): Damaszku, Kufy i Basry określano je jako kodeksy miast: masahif al-amsar. Brak jednak było jednej obowiązującej wersji tekstu i temu problemowi miała zaradzić powołana przez Usmana czteroosobowa komisja, na czele której stanął Zajd Ibn Sabit. W swojej pracy korzystała ona z tekstu Koranu przechowanego przez Hafsę. W sumie „Największym osiągnięciem kalifa Usmana było nie tyle opracowanie samego tekstu (czego zapewne dokonali uczeni), lecz uzyskanie zgody całej społeczności muzułmańskiej na opracowaną wcześniej wersję Koranu. Symbolicznie wyraża się to opowieścią (legendą?) o zniszczeniu (spaleniu) wcześniejszych wersji i o rozesłaniu tekstu koranicznego przez Usmana do czterech głównych miast imperium muzułmańskiego: Mekki, Damaszku, Kufy i Basry”.
Ogłoszenie obowiązującej wersji Koranu spotkało się jednak z oporem muzułmanów przywiązanych do innych wersji świętej księgi, które dotychczas funkcjonowały w obiegu. Szczególnie głośnym echem odbił się konflikt pomiędzy Usmanem a Ibn Masudem, który miał otwarcie odrzucić kalifacką postać objawionego tekstu i odmówić zniszczenia swojego mushafu oraz zaprzestania jego nauczania. Usmańska wersja Koranu nie mogła ujednolicić jego odczytania także z tego powodu, że była sporządzona we wczesnej formie pisma arabskiego, która miała postać scriptio defectiva, pozwalając jedynie na zapisanie spółgłosek, nie przedstawiając pełnej wokalizacji i nie posiadając znaków diakrytycznych na odróżnienie wszystkich liter. W tej sytuacji istniało wiele sposobów recytowania (kira'at) Koranu i czasami nawet nie można było stwierdzić, czy dany wariant należy zaliczyć do kanonicznej, usmańskiej wersji, czy też on od niej odbiega. Temu problemowi miało zaradzić stopniowe doskonalenie arabskiego pisma. Arabska tradycja przypisuje wprowadzenie znaków diakrytycznych pozwalających na odróżnienie wszystkich spółgłosek słynnemu umajjadzkiemu namiestnikowi Iraku, Hadżdżadżowi Ibn Jusufowi (zm. 714), choć zgodnie z inną jej wersją miał tego dokonać gramatyk Chalil Ahmad (zm. 791). Z kolei wprowadzenie oznaczeń samogłoskowych miało być dziełem legendarnego twórcy arabskiej gramatyki Abu al-Aswada ad-Du'ali (zm. 688). To nowe scriptio plena, pozwalające w pełni oddać fonetykę języka arabskiego było wprowadzane powoli i szeroko przyjęło się na początku X w..
Z chwilą kiedy możliwe stało się ustalenie pełnej wokalizacji koranicznego tekstu rozpoczęła się eliminacja kolejnych stylów recytacji. Centralną postacią w „najważniejszej koranicznej reformie od czasów Usmana” był Ibn Mudżahid (zm. 936), który „w przypływie geniuszu wybrał siedmiu powszechnie znanych nauczycieli Koranu z VIII stulecia i ogłosił, że ich odczytania wszystkie posiadają boski autorytet, którego brakuje innym. Powołał się on przy tym na popularny hadis w którym Prorok mówi że Koran został mu objawiony w «siedmiu literach» (sabat ahruf)”. Sens tego wyrażenia w tym hadisie jest niejasny, Ibn Mudżahid zinterpretował go jednak jako „siedem recytacji/lekcji”. Idea Ibn Mudżahida szybko została zaakceptowana przez abbasydzkich wezyrów Ibn Muklę i Alego Ibn Isę, zaś nowy sposób zapisu Koranu pozwalał władzom na większy nacisk na uniformizację. Już w roku 934 bagdadzki gramatyk i tradycjonista Ibn Miksam został zmuszony do odwołania swoich poglądów, zgodnie z którymi spółgłoskowy tekst Koranu może być recytowany w każdy sposób zgodny z gramatyką. Zaś w następnym roku inny recytator Koranu, Ibn Szanabuz, który w ramach publicznego kultu posługiwał się wersjami Ibn Masuda, Ubajja i innych został podobnie zmuszony do zaprzeczenia dopuszczalności ich używania i wychłostany. Później liczbę dopuszczalnych sposobów recytacji powiększono do dziesięciu, a następnie czternastu. Należy tutaj zauważyć, że podczas gdy dla takiego zachodniego orientalisty jak Ignaz Goldziher istnienie wielu lekcji Koranu jest dowodem na rzecz późnego ustalenia jego tekstu, to dla muzułmanów wręcz przeciwnie, jest to dowód na istnienie nieprzerwanej ustnej tradycji przekazywania koranicznego tekstu, która ostatecznie wywodzi się od Mahometa i jego towarzyszy.
Wraz z ostatecznym ustaleniem dopuszczalnych wariantów lekcji Koranu zmieniło się także podejście muzułmańskiej tradycji do problemu powstania koranicznego tekstu. We wcześniejszych źródłach można znaleźć częste uwagi o niekompletności oraz niedoskonałości usmańskiej redakcji Koranu, która bywa przeciwstawiana szczególnie tekstowi Ibn Masuda. Jednakże już Ibn Hazm (zm. 1064) podtrzymuje że to sam Bóg ostatecznie ustalił znany muzułmanom tekst Koranu, osobiście gromadząc go przed śmiercią Mahometa i ustalając porządek sur, po czym Dżibril miał dwukrotnie uczyć Proroka jak go recytować. Z kolei Al-Baghawi (zm. 1117) twierdzi że mushaf Usmana to ostateczna recytacja Koranu dokonana w obecności Mahometa przed jego śmiercią, przy czym miał być przy niej obecny Zajd Ibn Sabit. W ten sposób Al-Baghawi połączył ideę, że tekst Koranu został ustalony już za życia Proroka z tradycją, że został on zredagowany przez Zajda Ibn Sabita oraz ogłoszony przez Usmana, podczas gdy Ibn Hazm całkowicie zlekceważył proces późniejszej redakcji. Ostatecznie w tradycji muzułmańskiej ustalił się pogląd, zgodnie z którym Mahomet nie pozostawił pełnego spisanego tekstu, lecz dzięki nieprzerwanej tradycji ustnej recytacji nic z objawienia nie zostało zagubione i już za panowania Abu Bakra dokonano zebrania pełnej wersji Koranu, która następnie za pośrednictwem Umara i Hafsy została przekazana Usmanowi. Jednocześnie z biegiem czasu i rosnącym naciskiem na uniformizację coraz większa liczba sposobów recytacji wychodziła z praktycznego użycia. We współczesnym islamie w powszechnym użyciu są jedynie dwie lekcje Koranu. Jedna z nich to lekcja Asima (zm. 745) z Kufy w przekazie Hafsa (zm. 796) (określa się ją zwrotem Hafs an Asim), która stała się podstawą standardowej egipskiej edycji Koranu wydanej z oficjalną sankcją po raz pierwszy w roku 1923. To wydanie obecnie uchodzi za najlepszą dostępną wersję Koranu. Druga szeroko używana lekcja pochodzi od Nafiego (zm. 785) z Medyny i została przekazana przez Warsza (zm. 812) (stąd jest to Warsz an Nafi), zaś jest ona rozpowszechniona w innych częściach Afryki poza Egiptem.
Ślady pewnej opozycji wobec obowiązującej wersji Koranu przechowały się jedynie wśród szyitów. Szczególnie wcześni imamici krytykowali koraniczny tekst, twierdząc że jego redaktorzy dopuścili się fałszerstwa (tahrif) zarówno przez pewne opuszczenia (w szczególności fragmentów wskazujących na szyitów) jak i dodatki. Te oskarżenia mają jednak charakter bardzo ogólny i nie wskazują żadnego konkretnego fragmentu, który miałby być przykładem fałszerstwa. Począwszy od X wieku poglądy imamitów w tej kwestii stają się bardziej umiarkowane, co wyraża się przede wszystkim w twierdzeniu, że tekst Koranu nie zawiera żadnych zafałszowań objawienia Mahometa, chociaż nie przekazuje go w całości. Pomimo to do dziś pojawiają się szyiccy uczeni, którzy starają się wykazać fałszerstwa w przyjętym przez sunnitów tekście Koranu. Jedną z najbardziej radykalnych prac tego rodzaju napisał znany imamicki uczony Hosejn Taghi Nuri Tabarsi (zm. 1902), jednak jego poglądy w tej materii spotkały się z krytyką nawet jego współwyznawców. Oskarżenia o tahrif nadal są drażliwą kwestią w stosunkach pomiędzy szyitami i sunnitami, tak że „właściwie nie ma żadnej nowej książki poświęconej naukom koranicznym, która nie zawierałaby długiego rozdziału poświęconego tahrif”.

### Zachodnie badania nad powstaniemKoranu

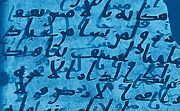
W świetle ultrafioletowym, używając Koranu, rękopisów Sana'a, promieni UV i rentgenowskich, podteksty niewidoczne gołym okiem i zmiany w tekście mogą zostać ujawnione.

Za początek współczesnych, akademickich badań nad Koranem uznaje się dzieła dwóch niemieckich uczonych: Historisch-kritische Einleitung (1844) Gustava Veila (zm. 1889) i Geschichte des Qorāns (1860) Theodora Nöldeke (zm. 1930). Zarówno Weil, jak i Nöldeke próbowali w swoich dziełach ustalić chronologię powstania Koranu w sensie kolejności objawienia kolejnych sur. Punktem wyjścia ich badań były ustalenia uczonych muzułmańskich, którzy zajmowali się okolicznościami objawienia poszczególnych sur w ramach specjalnej nauki nazywanej asbab an-nuzul, dosłownie „przyczyny objawienia”. Tymi badaniami zajmowali się tacy słynni filologowie i teologowie jak Ibn an-Nahhas (zm. 950), Hibat Allah Ibn Salama (zm. 1019) i Ibn Hazm (zm. 1064). Weil i Nöldeke zasadniczo przejęli ustalony w ramach asbab an-nuzul podział na sury mekkańskie i medyńskie, tj. objawione przed hidżrą i po niej, jednak w ramach sur mekkańskich wyróżnili trzy dodatkowe podokresy, przy czym w sposób najpełniejszy ten podział uzasadnił Nöldeke i to jego praca stała się punktem odniesienia dla kolejnych generacji badaczy Koranu. Według Nöldeke w pierwszym podokresie mekkańskim (610–615) powstawały sury poetyckie, o treściach pełnych religijnego natchnienia, przypominające wypowiedzi arabskich wieszczków. W drugim podokresie (615–620) wersety są spokojniejsze, pełne refleksji, i dotyczą przede wszystkim zasadniczego dogmatu islamu: jedyności Boga (tauhid). Trzeci podokres ma charakter bardziej narracyjny, czego przykładem może być sura Jusuf, prezentująca muzułmańską wersję opowieści o Józefie. W Medynie Mahomet był przede wszystkim założycielem muzułmańskiej gminy, stąd fragmenty Koranu z tego okresu zawierają przede wszystkim treści związane z praktyką sprawowania władzy i stosowania prawa. Nöldeke uważał muzułmańską tradycję odnośnie do powstania Koranu za całkowicie wiarygodną i bronił jej przed atakami Henri Lammensa, stwierdzając m.in. że „Może w nim znajdować się jakiś drobny błąd uczonego, ale Koran Usmana nie zawiera niczego poza autentycznymi elementami – chociaż czasami w dziwnym porządku”.
Geschichte des Qorāns w latach 1909–1938 ukazało się w nowej, trzytomowej edycji, przy czym pierwszy tom oryginalnej książki został poprawiony przez Nöldeke z pomocą jego ucznia Friedricha Schwally'ego. Schwally napisał także drugi tom, poświęcony gromadzeniu koranicznego tekstu, stwierdzając w nim że tradycje dotyczące dokonania tego przez Abu Bakra mają charakter legendarny. Schwally zauważył m.in., że trudno znaleźć wiadomości o jakichś ważnych recytatorach Koranu, którzy mieliby zginąć w bitwie pod Jamamą, brak też źródeł na potwierdzenie, iż redakcja Abu Bakra przez kogokolwiek była uznana za autorytatywną, a opowieść o niej ignoruje też fakt istnienia pisemnych zapisów objawienia, z których miał przecież korzystać Zajd Ibn Sabit. Schwally uznawał jednak historyczność usmańskiej redakcji Koranu, pomimo zakwestionowania pewnych szczegółów opisujących ją narracji. Trzeci tom, napisany przez Gotthelfa Bergsträssera (zm. 1933) i ukończony przez jego ucznia Otto Prezla (zm. 1941), dotyczył historii koranicznego tekstu i zajmował się głównie jego różnymi wariantowymi lekcjami, w tym obecnymi w szkołach recytacji. Był on w zasadzie wstępem do sporządzenia krytycznej edycji Koranu, którego to zadania w tym samym czasie podjął się także australijski uczony Arthur Jeffrey (zm. 1959). Oba projekty ostatecznie zakończyły się niepowodzeniem, ale dostarczyły mnóstwo nowego materiału badawczego. Bergsträsser i Pretzl doszli m.in. do wniosku, że wbrew muzułmańskiej tradycji warianty obecne w różnych szkołach recytacji nie wynikają z różnicy w ustnym przekazie, ale są wynikiem różnych prób odczytania tekstu spółgłoskowej edycji Koranu. Tak ulepszona Geschichte des Qorāns stała się punktem odniesienia wszelkich przyszłych studiów nad Koranem.
Pod koniec XIX i w pierwszej połowie XX w. kolejni uczeni próbowali ustalić historię powstawania koranicznego tekstu, posługując się metodą rozwiniętą przez Veila i Nöldeke, tj. przede wszystkim opierając się na filologicznej analizie tekstu samego Koranu. Spośród nich najważniejszymi byli Régis Blachère (zm. 1973) i Richard Bell (zm. 1952). U tego ostatniego procedura przybrała nowy wymiar, ponieważ za częścią muzułmańskiej tradycji przyjął on, iż koraniczne sury nie stanowiły pierwotnie jednolitej całości, lecz były w procesie redakcji tworzone z różnych fragmentów. Bell uważał, że sury przeszły przez proces rewizji i transformacji i podczas gromadzenia Koranu liście lub kawałki papirusu zatraciły swój pierwotny porządek. Sugerował także, że treści zapisane na odwrocie tych materiałów pisarskich czasami zostały włączone nie do tej sury, do której miały należeć. Procedura Bella prowadziła w rezultacie do podziału Koranu na bardzo małe fragmenty, czasami pojedyncze zdania. Żadna z późniejszych chronologii tekstu koranicznego nie uzyskała tej popularności co schemat zaproponowany przez Nöldeke, co było spowodowane przede wszystkim tym, że jako z reguły znacznie bardziej skomplikowane te chronologie dużo trudniej poddawały się ocenie. Szczególnie dzielenie Koranu na tak małe części jak Bell sprawiało, że zbudowanie jakiejś jego wewnętrznej chronologii zaczęło się wydawać niemożliwe.
Bell zdecydowanie odrzucał muzułmański dogmat o niepiśmienności Mahometa i uważał, że „Koran miał postać pisemną kiedy redaktorzy (Zajd Ibn Sabit i inni) rozpoczęli swoją pracę, napisany przez Mahometa, jak osobiście sądzę, albo przez innych pod jego dyktando”. Według Bella proces kompozycji Koranu można podzielić na trzy główne okresy: 1. wczesny, z którego przetrwały tylko fragmenty, zawierający przede wszystkim listy „znaków” i napomnień do oddawania czci Bogu; 2. okres Koranu, pokrywający się z późnym okresem aktywności Mahometa w Mekce oraz początkiem jego pobytu w Medynie, podczas którego próbował on stworzyć Koran (w pierwotnym sensie recytacji) zawierający sedno poprzednich objawień; 3. okres księgi, który rozpoczął się gdzieś pod koniec drugiego roku w Medynie, podczas którego Mahomet zaczął tworzyć książkę (kitab) mającą być niezależnym objawieniem. Traktując Koran jako źródło bardziej wiarygodne niż sunna i sira, według niego skażone opowieściami o charakterze legendarnym, Bell starał się także zrekonstruować ideową ewolucję Mahometa. Bell doszedł do wniosku, że misja proroka islamu początkowo miała cel jedynie lokalny i ograniczony – chciał on tylko wezwać Mekkańczyków do uznania udziału Boga w stworzeniu świata i oddawania czci jedynie jemu. Po tym gdy uzyskał informacje na temat innych tradycji monoteistycznych, Mahomet wprowadził ideę eschatologicznej kary wraz ze ścisłym monoteizmem. Kiedy znalazł się w Medynie, jego objawienia zaczęły być kierowane także do Ludów Księgi. Dopiero gdy te go nie zaakceptowały, Ludy Księgi zostały odrzucone i pojawiła się religia islamu.
Część niemuzułmańskich naukowców postuluje późniejszą datę redakcji Koranu. Według nich egzemplarze Koranu znalezione w meczecie w mieście Sana'a w Jemenie w 1971 wskazują, że w VII w. Koran wciąż jeszcze nie istniał w obecnej formie.

## Język

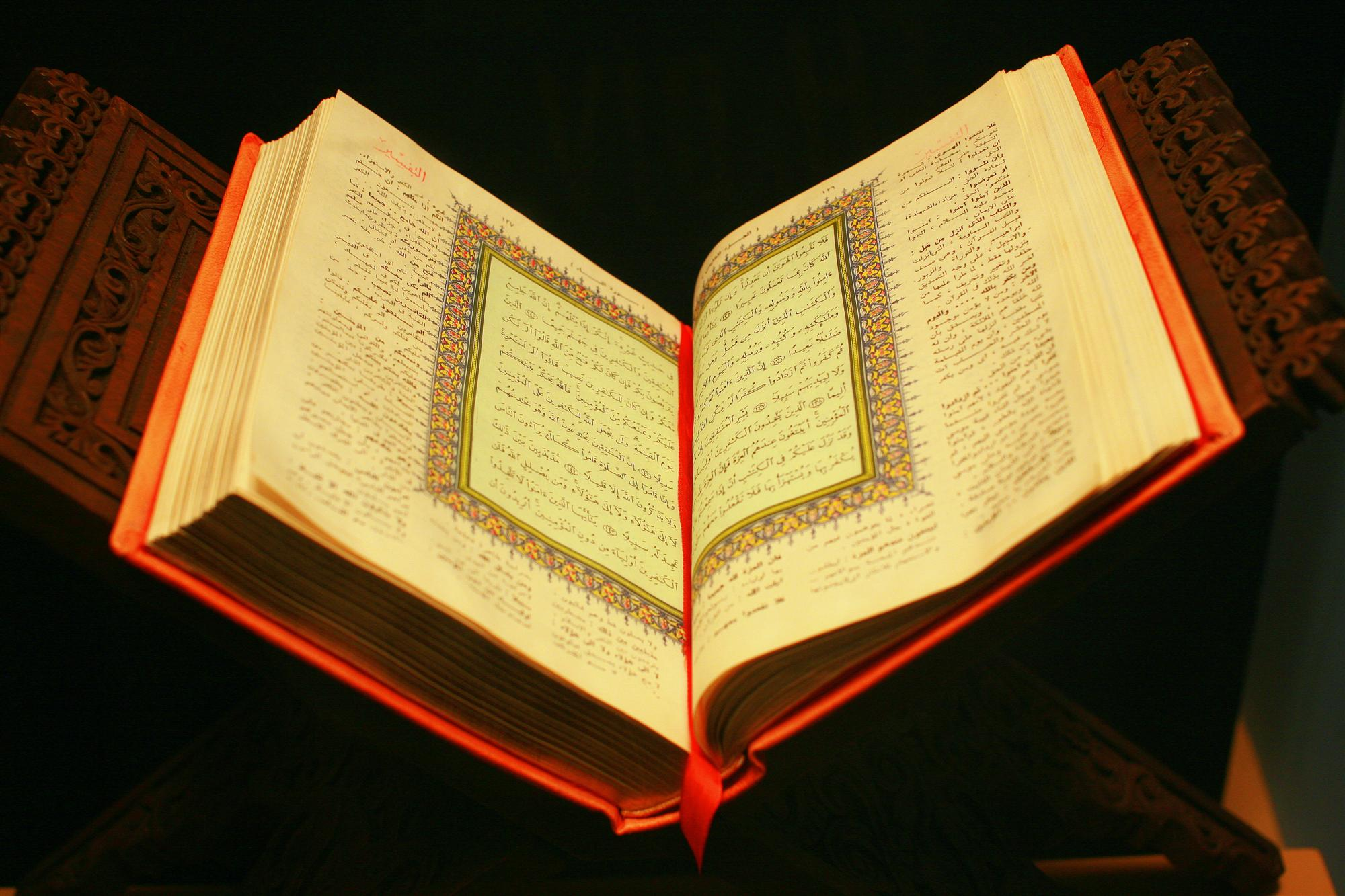
Koran w Muzeum Historii Naturalnej w Nowym Jorku

Koran został napisany w klasycznym języku arabskim, skomponowany w formie prozy rytmicznej i rytmizowanej (arab. sadż). Według muzułmanów literacka forma Koranu ma być niemożliwa do naśladowania. Wiąże się to z dogmatem religijnym o „cudowności Koranu” (idżaz al-kuran), według którego Koran jest wzorem poprawnej arabszczyzny.
Niektórzy badacze uważają język Koranu za identyczny z dialektem Kurajszytów (plemienia do którego należał Mahomet), opierając się na poniższym fragmencie:
I My uczyniliśmy go łatwym, w twoim języku, abyś głosił radosną wieść bogobojnym i ostrzegał przezeń ludzi opornych. (19:97)
Możliwe jest także, że podczas redakcji księgi dostosowano tekst w dialekcie kurajszyckim do norm językowych ukształtowanych już wcześniej przez uznanych w całej Arabii poetów takich jak Imru al-Kajs. Próby jak najdokładniejszego zrozumienia treści Koranu doprowadziły do rozwoju nauk filologicznych w świecie arabskim.

## Recytacja

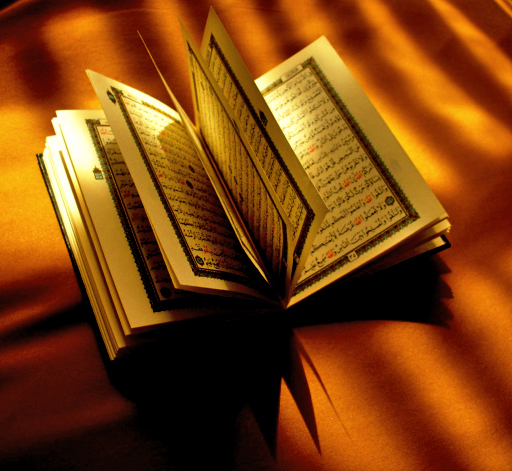
Współczesne zdjęcie otwartego egzemplarza Koranu

Podczas modlitwy (salat), muzułmanin ma obowiązek recytować Koran. Najczęściej recytowanymi surami są: Sura 1 „Otwierająca” (ar. al-Fatiha), Sura 112 „Szczerość wiary” (ar. al-ichlas), zwana również „Monoteizm” (ar. at-tauhid), Sura 114 „Ludzie” (ar. an-nas), oraz 255 werset Sury 2 „Krowa” (ar. al-bakara), tzw. „werset tronu” (ajat al-kursi). Recytacja księgi jest w kulturze Bliskiego Wschodu uznawana za sztukę.
Recytację Koranu zaczyna się formułą: „Uciekam się do Boga o pomoc przed przeklętym szatanem” (A'uzu bi-allahi min asz-szajtan ar-radżim), a kończy się formułą „oto prawdziwe słowa Boga Wszechmogącego” (sadaka allahu al-azim).
Robi się to zawsze w klasycznym języku arabskim. Istnieje dziesięć sposobów recytacji Koranu; według tradycji muzułmańskiej każdy z nich został osobiście zaakceptowany przez Mahometa i przypuszcza się, że odzwierciedlają one różne dialekty istniejące we wczesnej wspólnocie muzułmańskiej. Recytacje te różnią się głównie fonetycznie, dopuszczalne są też różnice form gramatycznych czy długości samogłosek, a także wprowadzanie lub opuszczanie hamzy w niektórych wyrazach. Oprócz arabskiego dopuszczalna jest recytacja Koranu w ramach praktyk religijnych w języku tureckim jako „kanonicznym”.

## Podział
Koran składa się z 114 sur (rozdziałów), które z kolei dzielą się na aje (wersety). Sury dzielą się na 90 sur mekkańskich powstałych w tzw. okresie mekkańskim, i 24 sury medyńskie (okres medyński). Są one ułożone w przybliżeniu według długości (od najdłuższej do najkrótszej), a więc nie w porządku chronologicznym (wyjątek stanowi sura otwierająca – Al-Fatihah). Wszystkie sury rozpoczynają się formułą bismalli (bi-ismi Allahi ar-Rahmani ar-Rahim – w imię Boga (Allaha) miłosiernego, litościwego), wyjątkiem od tej reguły jest tylko sura IX – „Skrucha” (ar. at-tawbah) (z tego powodu część teologów muzułmańskich nie traktuje tego rozdziału jako osobnej sury, ale jako część poprzedzającej ją sury 8 – sury al-anfal). Większość muzułmanów jednak nie uważa bismalli jako osobnego wersetu każdej z sur, poza Sura I „Otwierającą” (ar. al-fatiha), w której basmalla ma stanowić integralną część sury. Odmiennego zdania są jednak szyici, zdaniem których basmalla stanowi nieodłączny fragment każdej (poza dziewiątą) sury Koranu.
Dawniej Koran dzielono również na siedem części zwanych sub lub manzal. Pozwalało to na wyrecytowanie całego tekstu w ciągu tygodnia. Jeszcze innym podziałem Koranu jest podział na 30 równych części zwanych dżuz. Każda z trzydziestu części dzieli się na dwie partie – hizb, zaś jeden hizb składa się z czterech ćwiartek – rub. Podział ten ułatwia recytację (np. w miesiącu ramadan można recytować 1 część każdego dnia). Ponadto, jest to ułatwienie przy uczeniu się Koranu na pamięć.

## Interpretacje
Ponieważ Koran napisany jest w znacznej mierze poetyckim językiem, znaczenie wielu fragmentów jest często niejasne. Dlatego uczeni muzułmańscy stworzyli tafsir, czyli wyjaśnienie znaczenia księgi. Pierwszymi komentatorami byli Ṣaḥābah czyli towarzysze Proroka Mahometa, tacy jak Abdullah ibn Abbas, Abdullah ibn Umar i Ubaj ibn Kab. Interpretacja opiera się na porównaniu niejasnych fragmentów z innymi podobnymi miejscami Koranu, a także na hadisach przedstawiających sytuację (arab. اسباب النزول asbāb an-nuzūl) w jakiej dany fragment został objawiony. Za najbardziej autorytatywne uchodzą średniowieczne komentarze at-Tabariego i ibn Kathira.
Istnieją też ezoteryczne komentarze do Koranu (zwane ﺑﺘﻦ batin), popularne zwłaszcza wśród szyitów i sufich. Uważa się, że ezoteryczne znaczenie nie stoi w sprzeczności z tafsirem, a jedynie go pogłębia i uzupełnia. Fundamentaliści sunniccy są przeciwni ezoteryce, powołując się na słowa Koranu mówiące, że tylko Allah zna to, co ukryte:
„My nie mamy żadnej wiedzy; Ty bowiem jedynie znasz najlepiej rzeczy ukryte!” (5:109)

## Wpływ na historię i kulturę

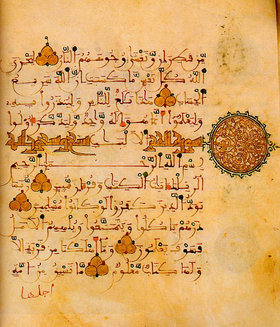
Koran – wersja z XII wieku z Andaluzji

Koran stanowi podstawę kultury muzułmańskiej i jest głównym źródłem tejże wiary.
Miał duży wpływ na rozwój historii i kultury narodów azjatyckich oraz afrykańskich. Od czasów Mahometa, do dziś, w wielu państwach Koran jest głównym źródłem prawa (szariat). Prawodawcy muzułmańscy ustalają na podstawie Koranu i hadisów co jest, a co nie jest przestępstwem oraz jak należy karać poszczególne przestępstwa. Szariat obejmuje różnorodne dziedziny życia takie jak np. małżeństwo, przepisy żywnościowe, higiena. Zatem Koran wpływa na życie prywatne wyznawców islamu oraz społeczności muzułmańskich.
Święta księga islamu opisuje też szczegółowo praktyki jakie powinni wykonywać muzułmanie (np. salat, post). Praktykujący wyznawcy islamu stosują się do nich.
Inspiracja Koranem jest też bardzo wyraźna w literaturze arabskiej – wiele środków stylistycznych jest opartych właśnie na Koranie.
Koran miał również kluczowy wpływ na filozofię muzułmańską. Był źródłem inspiracji między innymi dla al-Kindiego, al-Ghazaliego, Awerroesa czy Muhammada Iqbala.
Na przełomie VIII i IX wieku berberski władca Salih ibn Tarif skomponował własny Koran w języku berberskim, składający się z 80 sur. Księga ta nie została jednak uznana przez muzułmanów za objawienie i nie zachowała się do dziś.

## Koran a Biblia

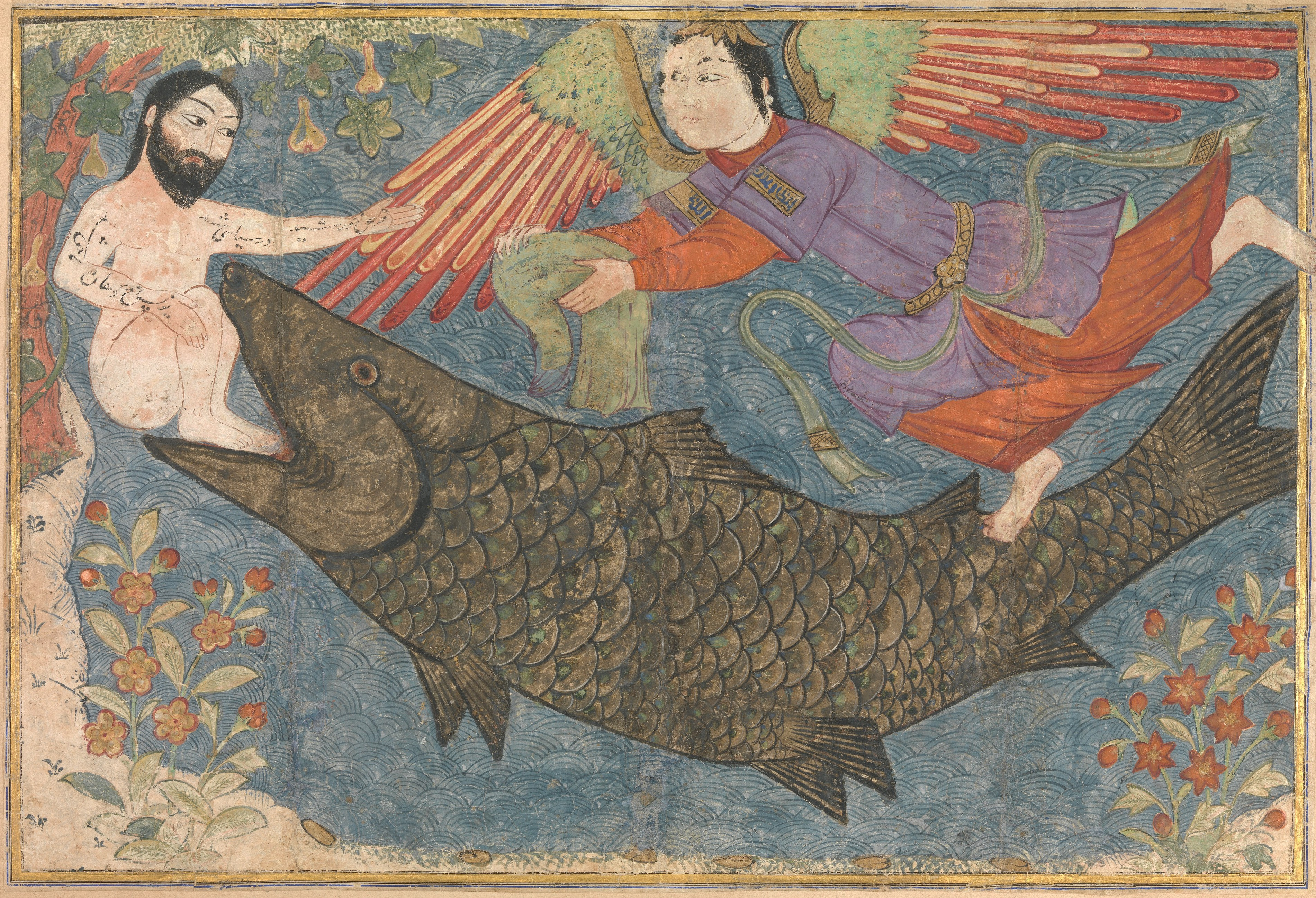
Jonasz i ryba, miniatura islamska

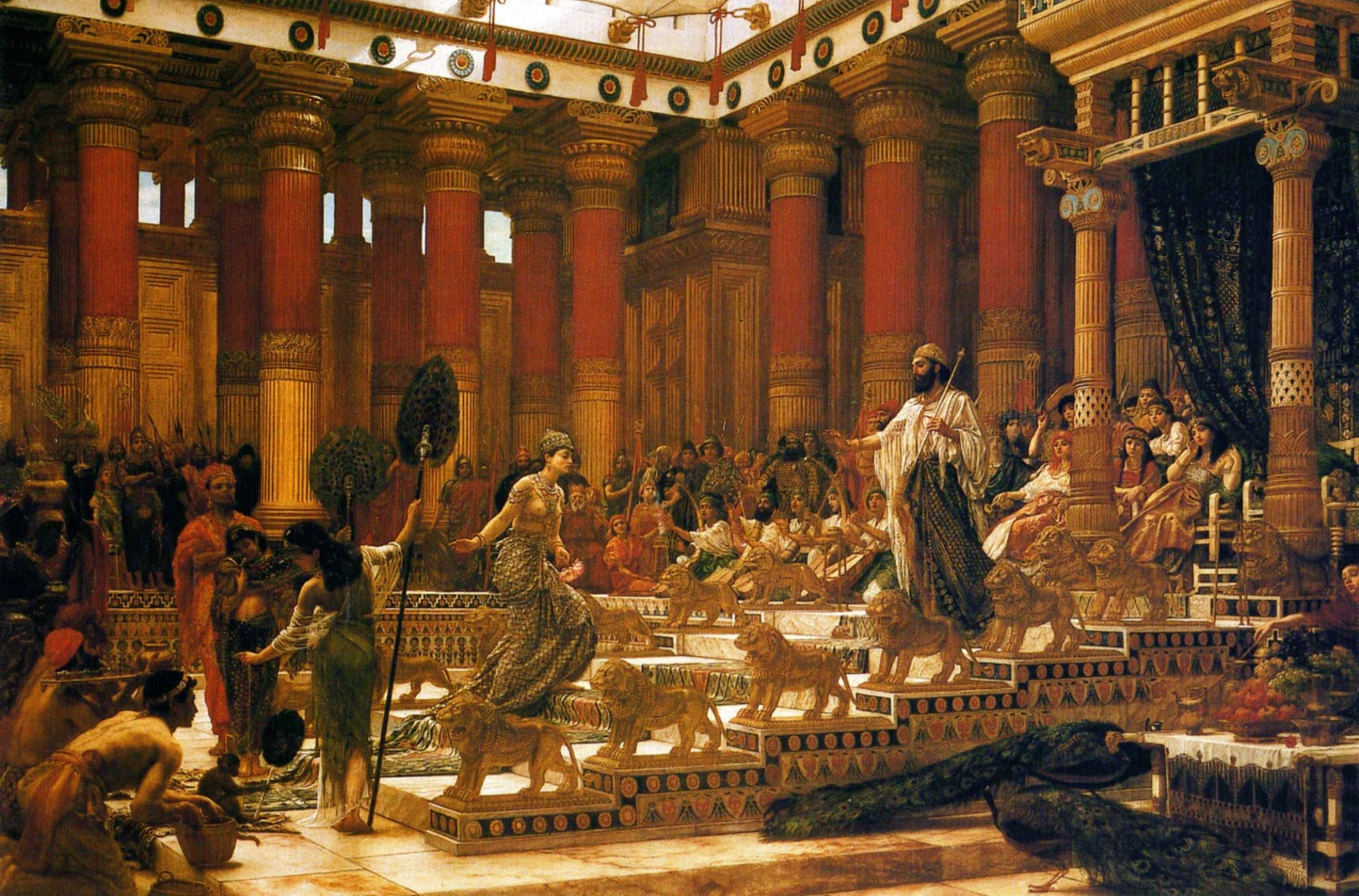
Wizyta królowej Belkis u króla Salomona. Edward Poynter, 1890. Salomon pojawia się w Koranie jako prorok rządzący ludźmi, dżinami i naturą.

### Podobieństwa
W Koranie znajduje się wiele historii, które przekazuje również Biblia. Powtórzono wiele historii ze starego testamentu; przytoczone są niemal dosłownie lub z niewielkimi różnicami. Tradycja muzułmańska uznaje, że Mahometa poprzedziło 24 proroków starotestamentowych (w tym Ibrahim – Abraham, Musa – Mojżesz), nowotestamentowych (m.in. Isa – Jezus) oraz pozabiblijnych (Hud, Salih). Przedstawia i potwierdza również wiele historii biblijnych, m.in. historię o Adamie i Ewie, zwiastowanie Marii z Nazaretu, cuda Jezusa. Według Koranu Tora (arab. توراة Taurāt) była oryginalnym objawieniem Allaha skierowanym do Izraelitów, którzy je wypaczyli i zafałszowali, nie zrozumiawszy go.

### Różnice
Koran odrzuca całkowicie, wprowadzony w chrześcijaństwie, dogmat istnienia Trójcy Świętej jako sprzeczny z istnieniem jednego Boga. Stoi także w opozycji do Biblii w kwestii Jezusa: nie uznaje Jezusa za syna Boga oraz przeczy jakoby umarł na krzyżu. Misja Jezusa, według Koranu, ograniczona jest do posłannictwa jedynie jako proroka. Stosunek islamu do Jezusa oraz Marii określa sura 5.
Nauki Koranu w wielu punktach są także sprzeczne z naukami Jezusa przekazywanymi przez Biblię.

### Różnice interpretacyjne
Wiele biblijnych proroctw interpretowanych jest przez wyznawców islamu jako odniesienie do Mahometa, tam gdzie według chrześcijan jest mowa o Jezusie Chrystusie, jak w pierwszym fragmencie czy w drugim cytacie, dotyczącym Ducha Świętego, obiecanego przez Jezusa i zesłanego w Dniu Pięćdziesiątnicy (Dz 2:1n).
Pan, Bóg twój, wzbudzi ci proroka spośród braci twoich, podobnego do mnie. Jego będziesz słuchać (Pwt 18:15)
Jednakże mówię wam prawdę: Pożyteczne jest dla was moje odejście. Bo jeżeli nie odejdę, Pocieszyciel nie przyjdzie do was. A jeżeli odejdę, poślę Go do was. On zaś, gdy przyjdzie, przekona świat o grzechu, o sprawiedliwości i o sądzie. O grzechu – bo nie wierzą we Mnie; o sprawiedliwości zaś – bo idę do Ojca i już Mnie nie ujrzycie; wreszcie o sądzie – bo władca tego świata został osądzony. Jeszcze wiele mam wam do powiedzenia, ale teraz [jeszcze] znieść nie możecie. Gdy zaś przyjdzie On, Duch Prawdy, doprowadzi was do całej prawdy. Bo nie będzie mówił od siebie, ale powie wszystko, cokolwiek usłyszy, i oznajmi wam rzeczy przyszłe. On Mnie otoczy chwałą, ponieważ z mojego weźmie i wam objawi. Wszystko, co ma Ojciec, jest moje. Dlatego powiedziałem, że z mojego weźmie i wam objawi.  (J 16:7-15)

### Nakazy i zakazy
Podobnie jak Biblia, Koran nakazuje płacenie jałmużny, pomoc biednym, czynienie dobra rodzicom, przebaczenie, wiarę w Boga oraz życie w prostocie. Koran (tak samo jak Biblia) zakazuje zabójstwa, tak samo jak Biblia (Stary Testament) czyni tutaj wyjątki (z wyjątkiem przypadków kary), samobójstwa, kradzieży, kłamstwa, cudzołóstwa i oddawania czci bogom innym niż Bóg Jedyny. Koran twierdzi, że Bóg nagradza ludzi za powstrzymywanie się od złości, jednak w surze 9 wzywa do walki zbrojnej przeciwko wrogom religii.
Koran ma w Islamie znaczenie sakralne. Oznacza to, iż dla muzułmanów jest nie tylko świętą księgą, ale samym objawieniem bożym, ukazaniem Allaha. Koran dla muzułmanów jest słowem bożym dokładnie tak, jak dla chrześcijan Biblia (2Tm 3:16), a wcieleniem tego słowa jest Chrystus.

## Tłumaczenia

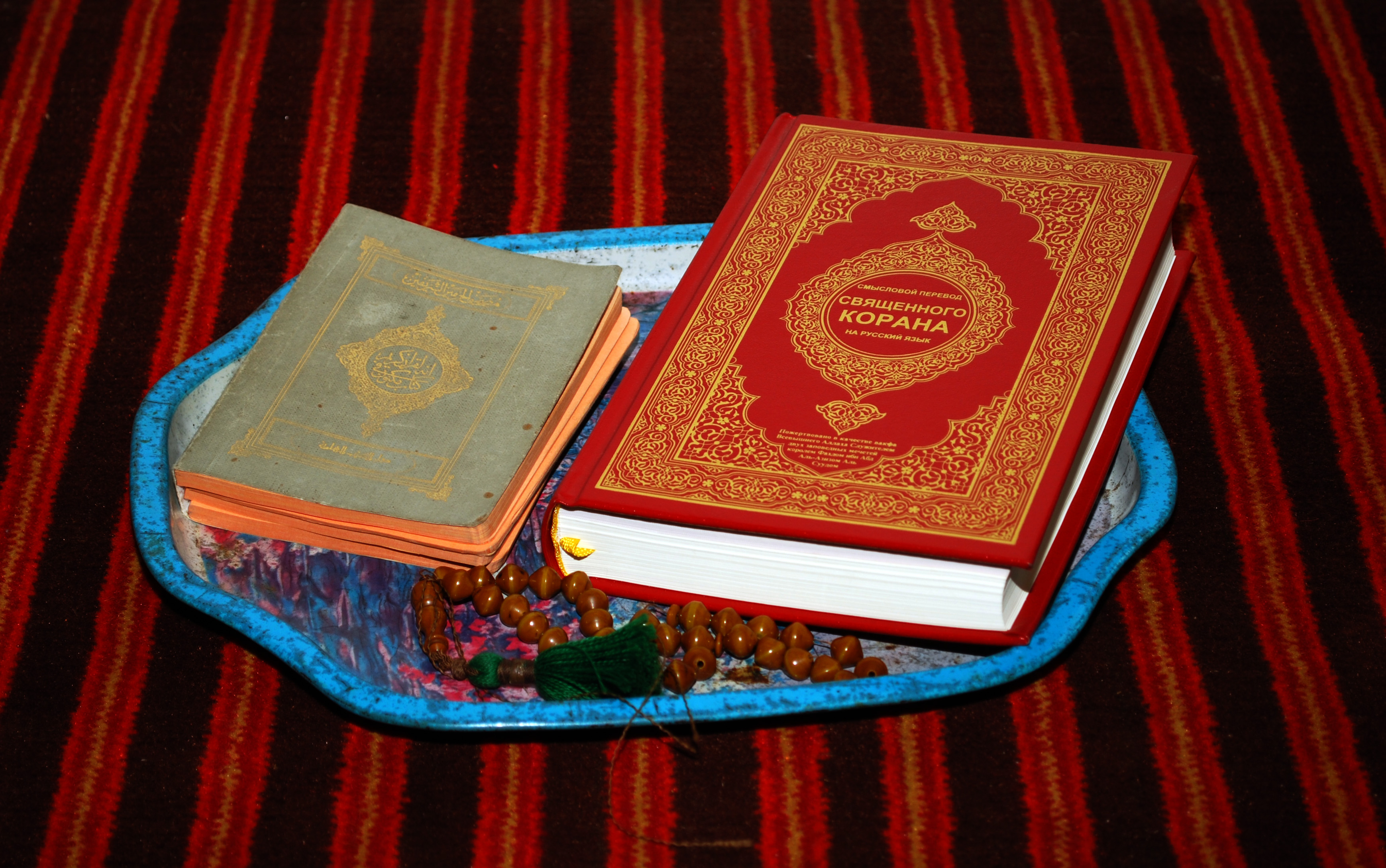
Egzemplarz Koranu w języku rosyjskim (po prawej) znajdujący się w meczecie w Kruszynianach

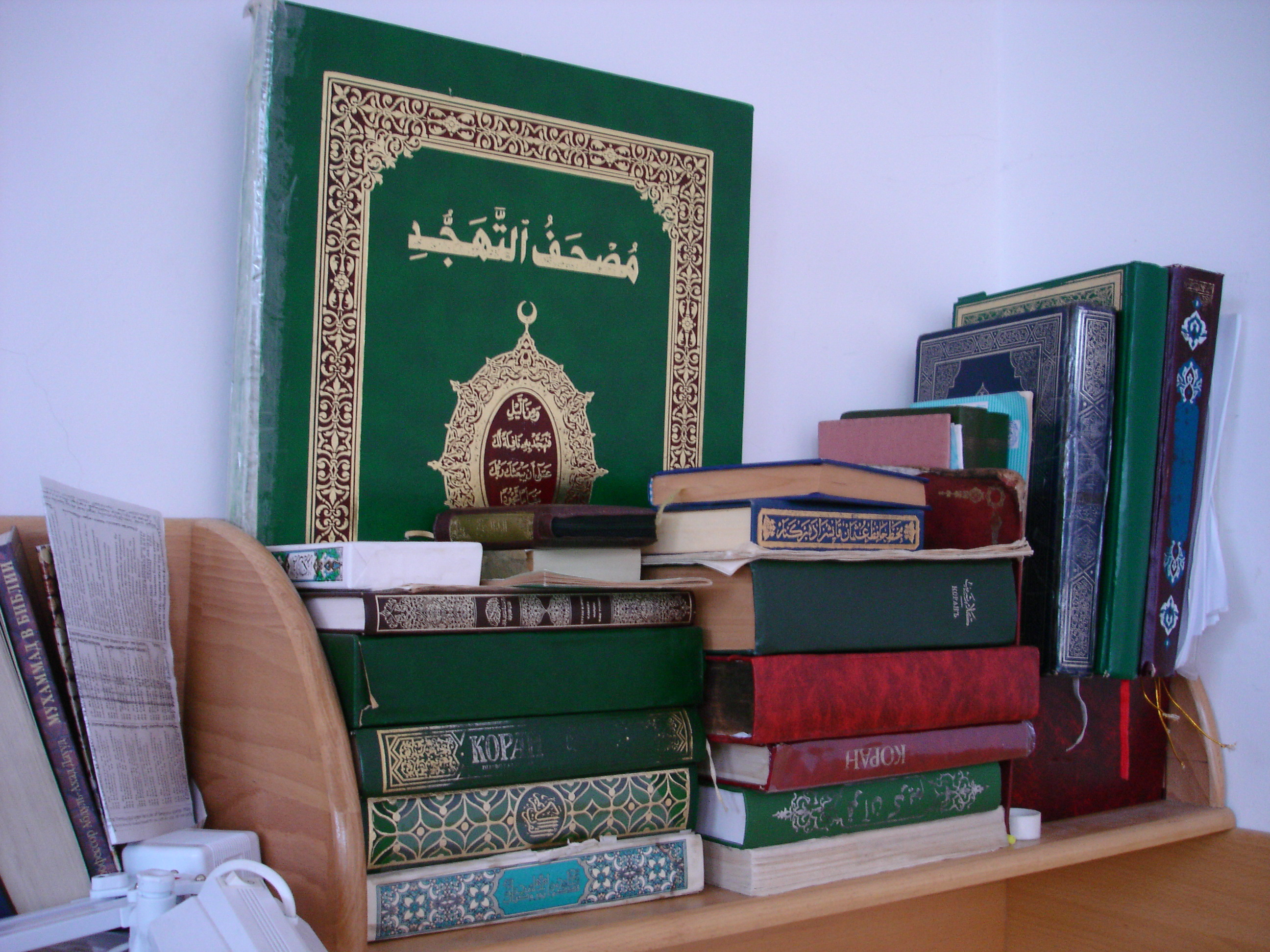
Księgi Koranu w języku karaczajsko-bałkarskim w meczecie w Karaczajewsku

### Dopuszczalność i pierwsze tłumaczenia
Koran, (według muzułmanów) jako dzieło objawione i spisane w języku arabskim, jest z założenia przeznaczone dla czytelników arabskojęzycznych. Oryginał arabski jest w większości szkół muzułmańskich jedyną dopuszczalną wersją. Według muzułmanów tłumaczenia nie są w stanie mu dorównać, ponadto przekład zawsze zawiera element interpretacji. Przekłady Koranu na inne języki nie są zatem, według muzułmanów, jak Koran arabski świętym tekstem, lecz jedynie interpretacjami jego znaczenia. Dlatego też tłumaczenia są przez muzułmanów nazywane „Przybliżone znaczenie Koranu w języku ...”, a słowo „Koran” odnosi się tylko do oryginału.
Pierwszym tłumaczem Koranu był według tradycji muzułmańskiej Salman al-Farsi. Przełożył Koran na język perski.
Pierwszą osobą, która przetłumaczyła Koran na język europejski był Robert z Ketton – przełożył Koran na łacinę w 1134 roku. Dzieło swoje zatytułował Lex Mahumet pseudo-prophete (Prawo Mahometa pseudoproroka). Aleksander Ross, w 1624 roku, po raz pierwszy przetłumaczył Koran na język angielski. Jego tłumaczenie nosiło tytuł L'Alcoran de Mahomet. Na angielski Koran przełożyli również Richard Bell i George Sale (niemuzułmanie), odpowiednio w 1734 i 1937 roku. W XX wieku Koran został także przetłumaczony na angielski przez wielu muzułmanów. Do bardziej znanych muzułmańskich tłumaczy Koranu na angielski należą Marmeduke Pickthall, Muhammad Habib Shakir, Abdullah Yusuf Ali.

### Polskie tłumaczenia
W 2017 r. Centrum Badań Kitabistycznych przy Wydziale Filologicznym UMK przebadało tatarski tefsir miński z 1686 r. i ustaliło, że zawiera on pierwsze tłumaczenie Koranu na język polski. Jest to trzecie tłumaczenie Koranu na język europejski, po łacińskim i włoskim.
Koran oficjalnie został po raz pierwszy przetłumaczony na język polski przez Jana Murzę Tarak Buczackiego, polskiego Tatara, w 1858 roku. Jest to przekład poetycki. Niedawne badania Z. J. Wójcika dowiodły, że podstawą tego tłumaczenia był filomacki przekład Koranu, przeznaczony dla Tatarów polskich, dokonany w latach 20. i 30. XIX w. przez ks. Ignacego Chlewińskiego i Ignacego Domeykę. Ostateczną wersję tego przekładu ustalił Joachim Lelewel. Wersję tę, która ukazała się w 1848 w Poznaniu, ale została skonfiskowana przez cenzurę, wykorzystał później Buczacki. Filomacki przekład Koranu pod tytułem: Koran. Przekład filomatów został wznowiony w 2010 roku przez Wydawnictwo Armoryka.
Kolejnego przekładu Koranu na język polski dokonał w 1986 r. Józef Bielawski, z oryginału arabskiego. Zostało ono wydane przez Państwowy Instytut Wydawniczy w serii Bibliotheca Mundi. Jest to tłumaczenie filologiczne, w odróżnieniu od przekładu literackiego Taraka Murzy Buczackiego. Następne tłumaczenie Koranu na polski ukazało się w 1990 r., firmowane przez grupę wyznaniową ahmadijja, dokonane jednak nie z oryginału, lecz z przekładu angielskiego. Kolejny przekład (według tłumaczenia angielskiego Alego Ünala) został dokonany przez Jarosława Surdela i wydany w 2011 r. przez wydawnictwo Tughra Books. Następne tłumaczenie Świętej Księgi islamu ukazało się w listopadzie 2018 r. Jego autorem jest Musa Çaxarxan Czachorowski, zaś wydawcą Najwyższe Kolegium Muzułmańskie Muzułmańskiego Związku Religijnego w RP. Podstawą przekładu było rosyjskie tłumaczenie Fazila Qaraoğlu, ale M. Czachorowski korzystał jeszcze z innych wydań rosyjskich, przekładu czeskiego i angielskiego, a także konfrontował z oryginalnym tekstem arabskim oraz konsultował się z muftim Tomaszem Miśkiewiczem.
W grudniu 2020 roku ukazało się drugie wydanie przekładu Musy Çaxarxana Czachorowskiego, opublikowane przez Fundację Dar al-Arqam z Warszawy (ISBN 978-83-957988-0-1). Kolejne, trzecie już wydanie przekładu Czachorowskiego wydane zostało nakładem Najwyższego Kolegium Muzułmańskiego Muzułmańskiego Związku Religijnego w RP w grudniu 2021 roku (ISBN 978-83-65802-36-1). Tym razem ma ono formę dwujęzyczną, polsko-arabską.
W roku 2022 pojawiły się kolejne dwie edycje przekładu Musy Çaxarxana Czachorowskiego, tym razem ukazały się w Turcji staraniem tamtejszego Ministerstwa do spraw Religii: jedno większego formatu w wersji polsko-arabskiej (ISBN 978-625-435-338-3), drugie mniejsze tylko z tekstem polskim (ISBN 978-625-435-337-6).
W maju 2021 roku ukazał się przekład wydany przez szyicki związek wyznaniowy Stowarzyszenie Jedności Muzułmańskiej. Autorem przekładu i przypisów jest polski szyita Rafał Berger (ISBN 978-83-947993-7-3). Jest to przekład oparty głównie na tłumaczeniach rosyjskich i niemieckich. 
Koran dostępny jest także w wersji on-line w Centrum Kultury Islamu Katowice.